# Gerard Bucknall
Pour les articles homonymes, voir Bucknall.
Gerard Corfield Bucknall (14 septembre 1894 - 7 décembre 1980) est un lieutenant-général de l'armée britannique qui a servi pendant la Première et la Seconde Guerre mondiale. Il a commandé la 5e division d'infanterie et plus tard le XXXe corps pendant la bataille de Normandie en 1944.